# St.-Trinitatis-Kirche (Wehrsdorf)

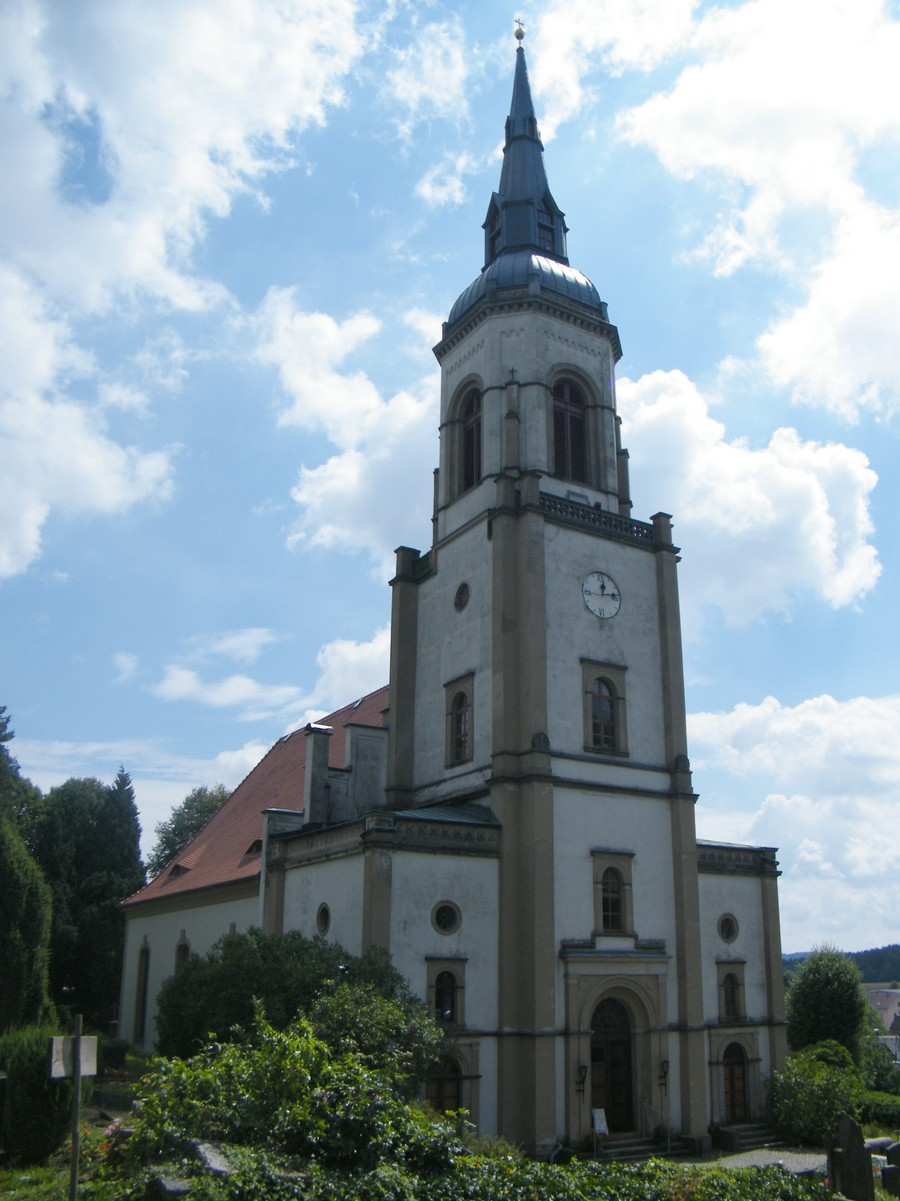
Die Trinitatiskirche in Wehrsdorf

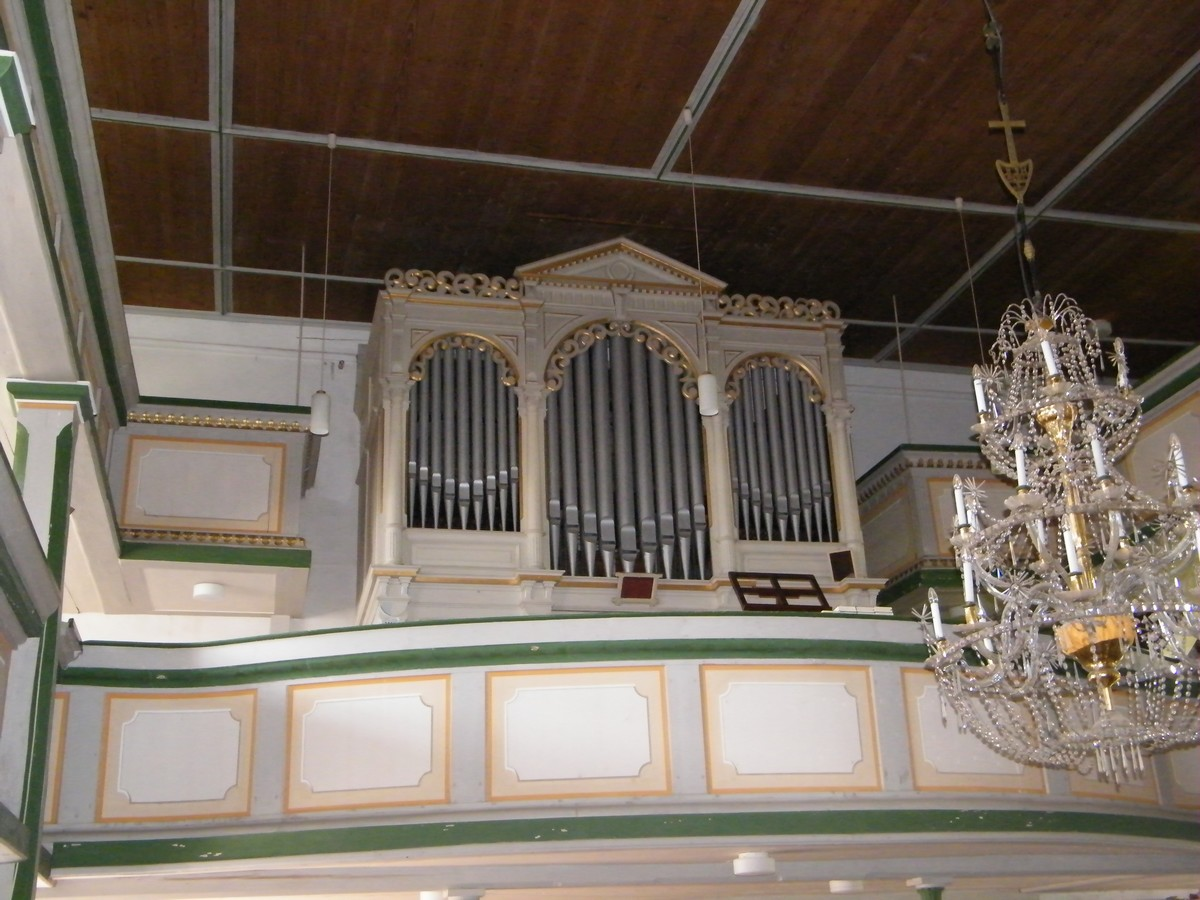
Orgel der Trinitatiskirche in Wehrsdorf

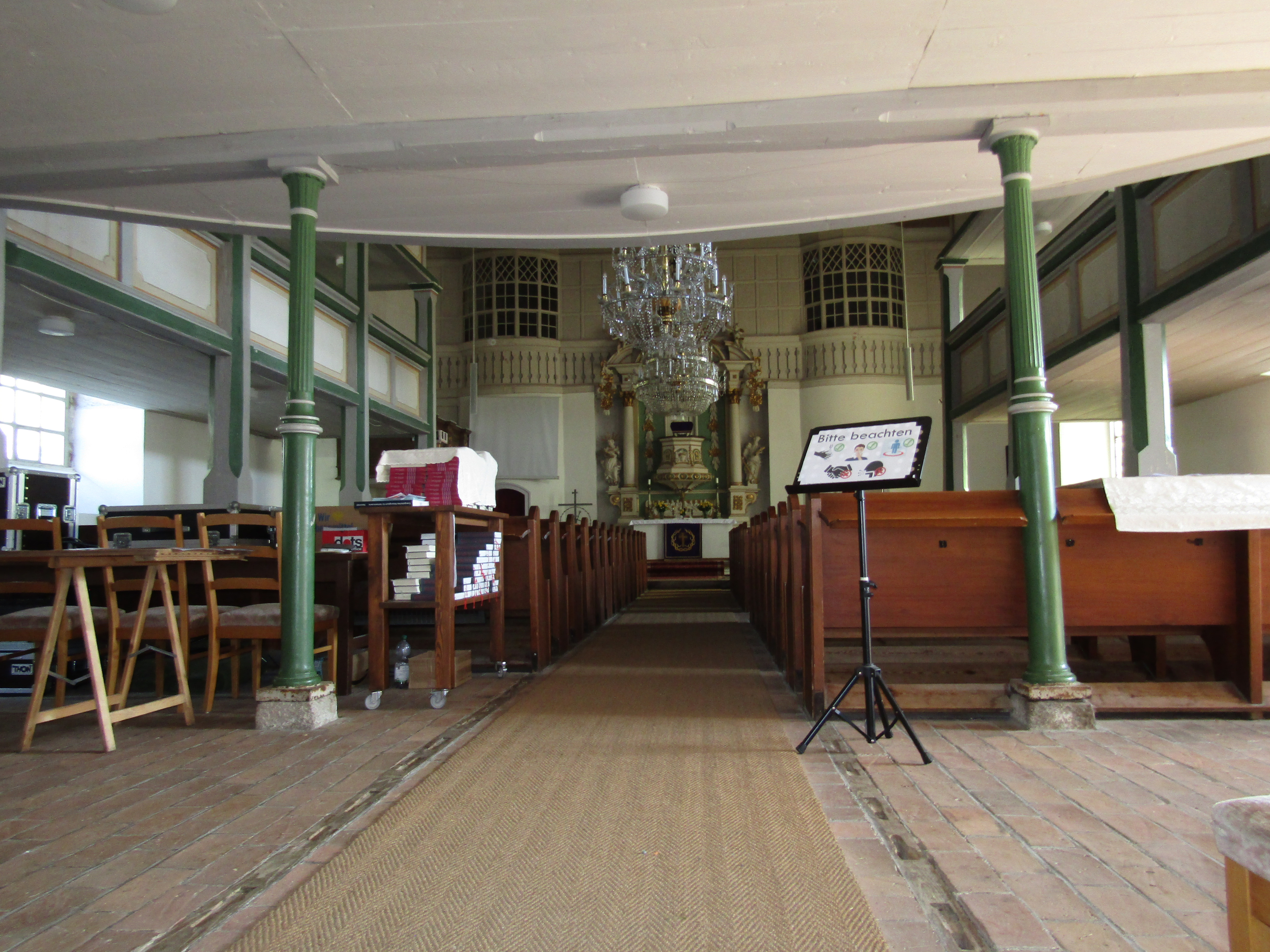
Mittelschiff der Trinitatis-Kirche Wehrsdorf

Die barocke Trinitatiskirche liegt im Ortsteil Wehrsdorf, der Gemeinde Sohland an der Spree. Die Kirche gehört zum Kirchenbezirk Bautzen-Kamenz der Evangelisch-Lutherischen Landeskirche Sachsens.

## Lage
Die Kirche befindet sich am August-Matthes-Weg 26 in Wehrsdorf.

## Geschichte
Erbaut und eingeweiht wurde die Trinitatiskirche in Wehrsdorf im Jahre 1725 mit Unterstützung des adligen Grundherrn Rudolf von Ziegler und Klipphausen. Die Bauzeit betrug nur sechs Monate. Am 11. November 1725 erklang zum ersten Mal das Geläut der Kirche. 1859 wurde der Kirchturm um 50 Meter erhöht und erhielt seine noch heute sichtbare Ausgestaltung.
1975 wurde der Innenraum und von 1996 bis 2000 die Fassade der Kirche renoviert.

## Innenraum
In der Kirche sind vier Ölgemälde mit Abbildungen von Ferdinand Rudolf von Ziegler und Klipphausen, Pfarrer Sühnelius, den ersten Geistlichen der Kirche und den Reformatoren Martin Luther und Philipp Melanchthon zu sehen. Der geschnitzte Altar stammt aus dem Jahr 1731. Das Taufbecken stammt aus dem Jahr 1857. Die Orgel ist ein Werk der Firma Eule Orgelbau aus dem Jahr 1894 mit heute 24 Registern auf zwei Manualen und Pedal. Eine Restaurierung der Orgel erfolgte durch Johannes Adler im Jahr 2005. Die Kronleuchter in der Kirche stammen aus den Jahren 1824 und 1862.